# Nokia C5-03
Nokia C5-03 a fost anunțat în decembrie 2010. Rulează pe platforma S60 sistemul de operare Symbian 9.4. Are Bluetooth, A-GPS, cameră de 5 megapixeli, mufă audio 3.5 mm, slot card microSD și radio FM.
gsmarena